# Cobalt Silver Kings
Die Cobalt Silver Kings waren eine kanadische Eishockeymannschaft aus Cobalt, Ontario. Die Mannschaft spielte unter anderem in der Saison 1910 in der National Hockey Association.

## Geschichte

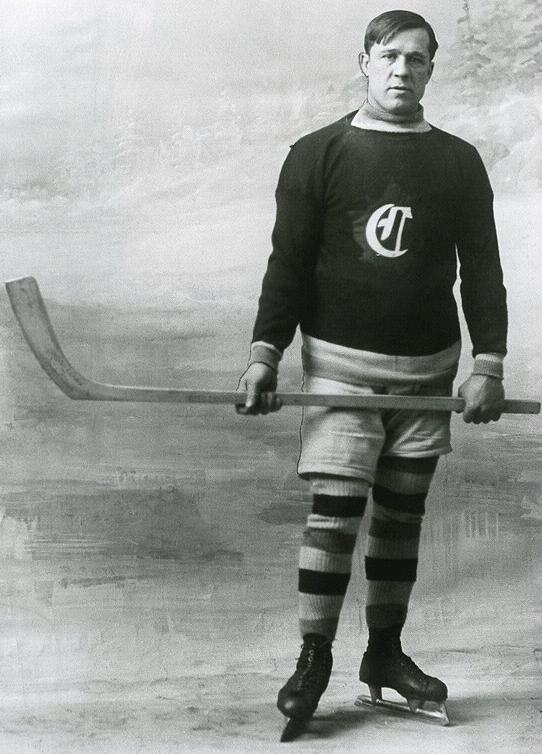
Cobalt-Spieler Didier Pitre

Die Cobalt Silver Kings wurde 1906 als Gründungsmitglied in die Timiskaming Professional Hockey League aufgenommen. In dieser spielten sie zunächst drei Jahre lang, wobei sie vom Geschäftsmann Michael John O’Brien finanziell unterstützt wurden. Nachdem die Mannschaft mehrfach in ihren Bemühungen scheiterte den amtierenden Stanley-Cup-Sieger Ottawa Senators aus der Eastern Canada Amateur Hockey Association herauszufordern, gründete deren Besitzer O’Brien 1909 die National Hockey Association, in der Cobalt eines von fünf Gründungsmitgliedern war, während die ECAHA aufgelöst und durch die Canadian Hockey Association ersetzt wurde, aus der die Ottawa Senators und Montreal Shamrocks nach schlechtem Zuschauerschnitt und der damit verbundenen Auflösung der Liga, im Laufe der Saison 1910 ebenfalls in die NHA wechselten.
In ihrer Premierenspielzeit belegten die Cobalt Silver Kings, die am 5. Januar 1910 auswärts bei den Canadiens de Montréal das erste Spiel der NHA-Geschichte bestritten hatten, den vierten Platz. Anschließend verlor die Mannschaft die finanzielle Unterstützung durch O’Brien und kehrte zur Saison 1910/11 in die Timiskaming Professional Hockey League zurück. Als diese 1911 eingestellt wurde, wurden auch die Cobalt Silver Kings aufgelöst.

## Mitglieder der Hockey Hall of Fame

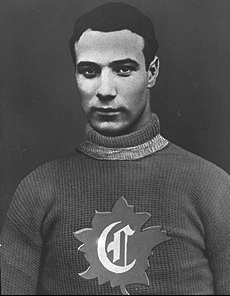
Newsy Lalonde, bester Torschütze 1910

- Newsy Lalonde
- Hughie Lehman
- George McNamara
- Didier Pitre
- Art Ross